# Lalah Hathaway
Lalah Hathaway (Chicago, 1968. december 16. –) Grammy-díjas amerikai énekesnő.

## Pályafutása
Lalah Hathaway Chicagóban született Donny Hathaway gyermekeként. 1979-ben apja öngyilkossága miatt árván maradt. A középiskola elvégzése után a Berklee College of Musicban tanult Bostonban. 1989-ben (még diákként) kötött szerződését a Virgin Recordsszal, és 1990-ben kiadta első albumát, amely a Billboard Top 200 albumlistáján a 191. helyezést érte el.
Ezt a Night & Day (1991) és az A Moment (1994) albumok követték, ezután elvált a Virgin Recordstól. A következő években Mary J. Blige-lel és Marcus Millerrel dolgozott. 1999-ben Hathaway szerződést írt alá a GRP Recordsszal, amelynek eredményeként Joe Sample-lel dolgozott. Közös albumuk, a The Song Lives On a dzsesszlisták 2. helyére került, és 1999-ben elnyerte a Billboard Jazz Awardot.
2004-ben kiadta az Outrun the Sky című albumot.
2007-ben csatlakozott a Stax Recordshoz.

## Albumok
- Lalah Hathaway (1990)
- A Moment (1994)
- The Song Lives On (Joe Sample-lel) (1999)
- Outrun the Sky (2004)
- Self Portrait (2008)
- Where It All Begins (2011)
- Lalah Hathaway Live (2015)
- Honestly (2017)

## Díjak
- Grammy-díjak: 2014, 2015, 2016, 2017

## Filmek
- Lalah Hathaway az IMDb-n

## Fordítás
Ez a szócikk részben vagy egészben  a   Lalah Hathaway című német Wikipédia-szócikk ezen változatának fordításán alapul.  Az eredeti cikk szerkesztőit annak laptörténete sorolja fel. Ez a jelzés csupán a megfogalmazás eredetét és a szerzői jogokat jelzi, nem szolgál a cikkben szereplő információk forrásmegjelöléseként.